# Oľšavka (powiat Nowa Wieś Spiska)
Oľšavka – wieś (obec) na Słowacji położona w kraju koszyckim, w powiecie Nowa Wieś Spiska. Według danych z dnia 31 grudnia 2012, wieś zamieszkiwało 198 osób, w tym 102 kobiety i 96 mężczyzn.

## Historia
Pierwsze wzmianki o miejscowości pochodzą z 1245 roku.

## Demografia
W 2001 roku pod względem narodowości i przynależności etnicznej miejscowość zamieszkiwali wyłącznie Słowacy.
Ze względu na wyznawaną religię struktura mieszkańców kształtowała się w 2001 roku następująco:
- Katolicy rzymscy – 96,37%
- Grekokatolicy – 0,52%
- Ewangelicy – 1,04%
- Ateiści – 1,55%
- Nie podano – 0,52%